# Kathedrale von Galway

Die Kathedrale von Galway

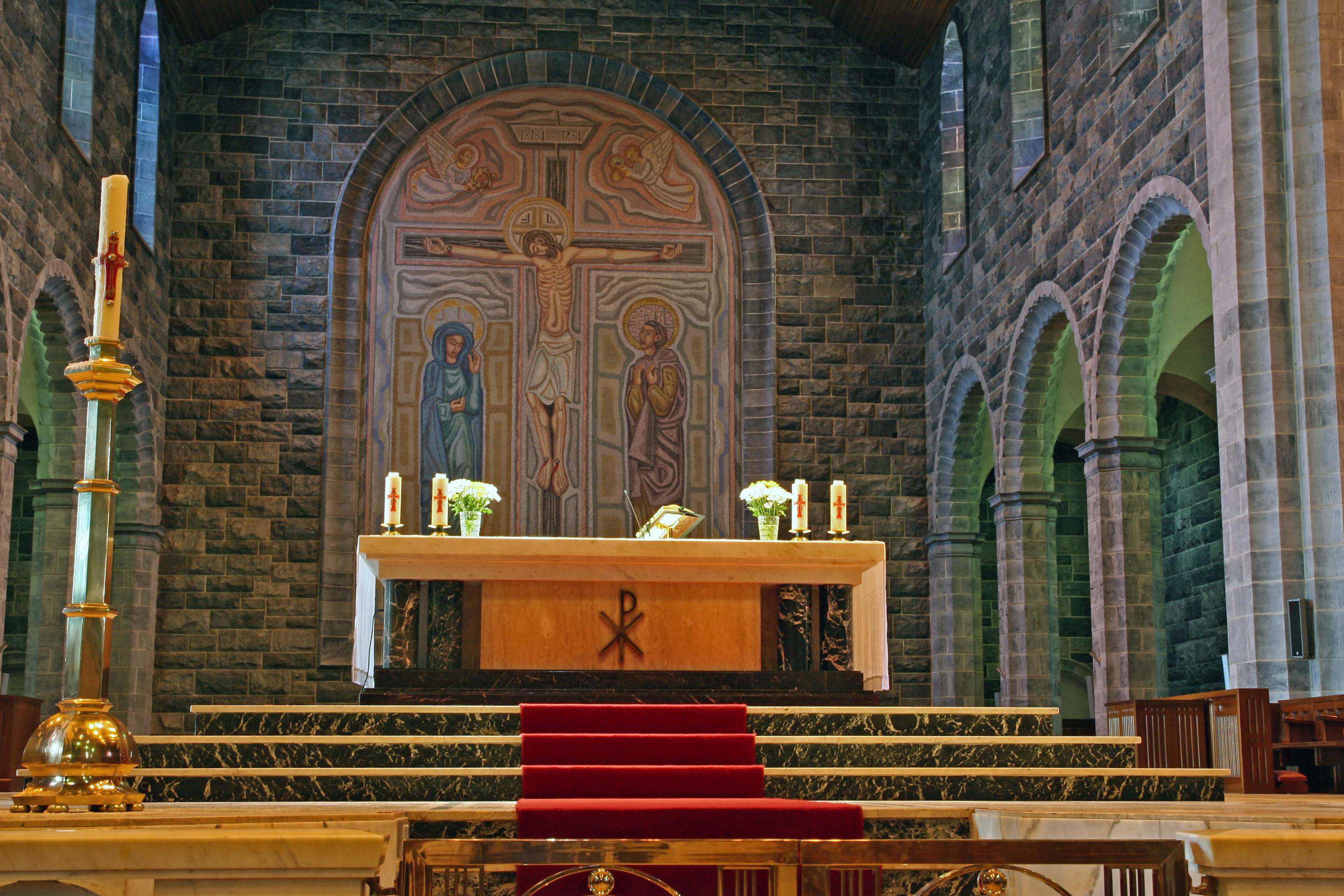
Blick zum Hauptaltar

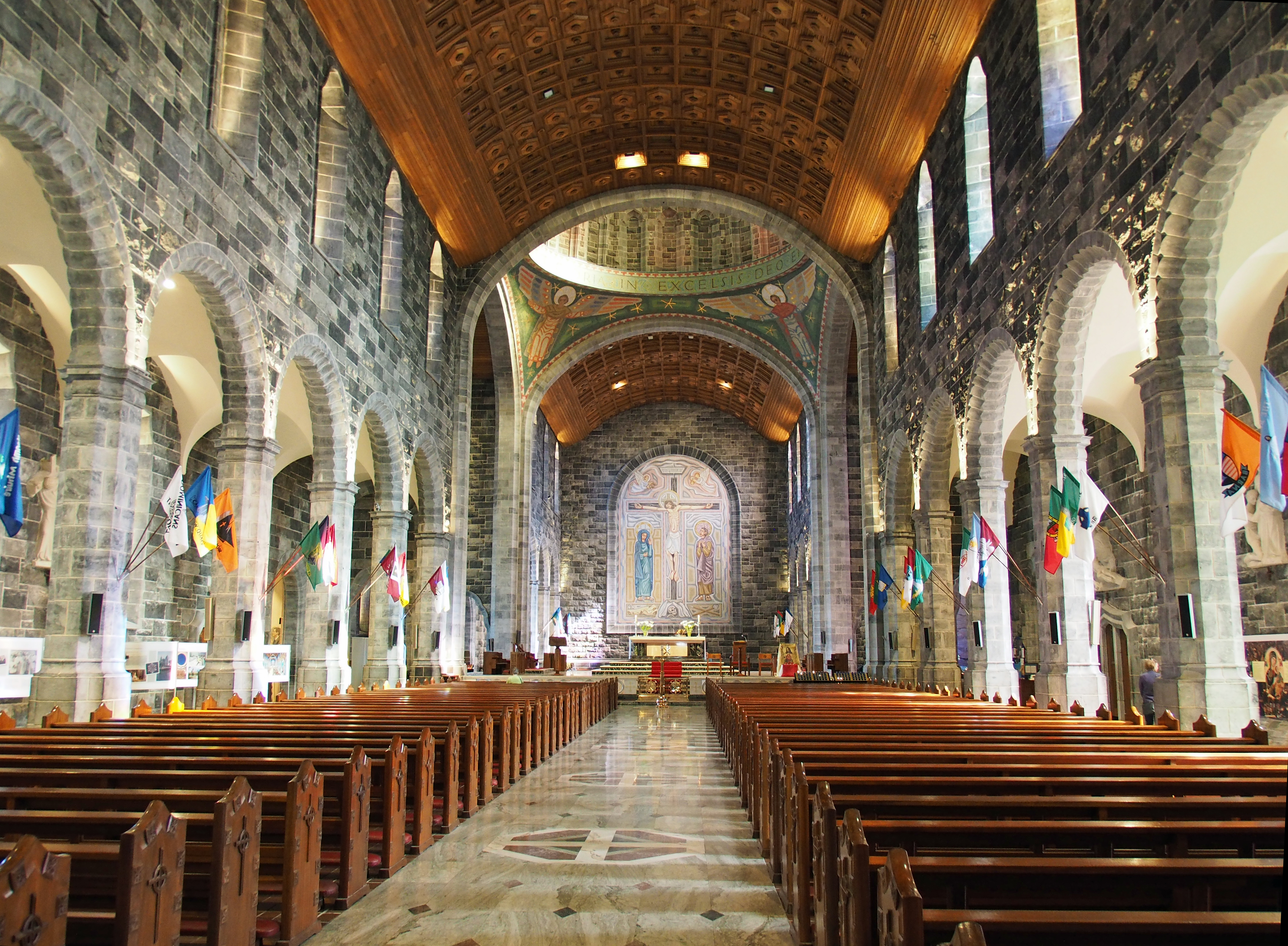
Langhaus der Kathedrale

Die Kathedrale von Galway (Kathedrale Mariä Aufnahme in den Himmel und St. Nikolaus, englisch Cathedral of Our Lady Assumed into Heaven and Saint Nicholas, irisch Ard-Eaglais Mhaighdean na Deastógála agus San Nioclás) ist die Bischofskirche des römisch-katholischen Bistums Galway und Kilmacduagh in der irischen Stadt Galway. Mit dem Bau wurde 1958 begonnen. Am 15. August 1965 wurde die Kathedrale durch Kardinal Richard Cushing geweiht.

## Geschichte
Seit 1484 war das Kollegiatstift St. Nikolaus in Galway mit quasi-bischöflichen Rechten ausgestattet. Im 16. Jahrhundert setzte das englische Königshaus in Irland die Reformation durch. Der katholische Glaube durfte nur noch im Untergrund praktiziert werden. Erst Mitte des 18. Jahrhunderts wurde dieses Verbot gelockert und die katholische Gemeinde konnte in der Middle Street eine kleine Pfarrkirche bauen. Mit der Gründung des Bistums Galway 1831 wurde die Pfarrkirche zur Prokathedrale erhoben. Aber erst 120 Jahre später konnte nach langem Sammeln und Sparen mit dem Bau der repräsentativen Kathedrale begonnen werden. Papst Pius XII. nahm persönlich Anteil an den Planungen.

## Architektur
Die Kathedrale von Galway hat die Form einer klassischen Basilika auf Kreuzgrundriss. Das Portal flankieren zwei kleine Glockentürme, über der Vierung erhebt sich eine mächtige oktogonale Kuppel. Prägend für den Außen- und Inneneindruck ist der grauschwarze unverputzte Werkstein. Langhaus und Chor decken flache kassettierte Tonnengewölbe.
Die Kathedrale ist von mehreren Baustilen beeinflusst: Romanik (Bauform und Bögen), byzantinische Architektur (Kuppel und Mosaiken) und Gotik (Rosetten).

## Orgel

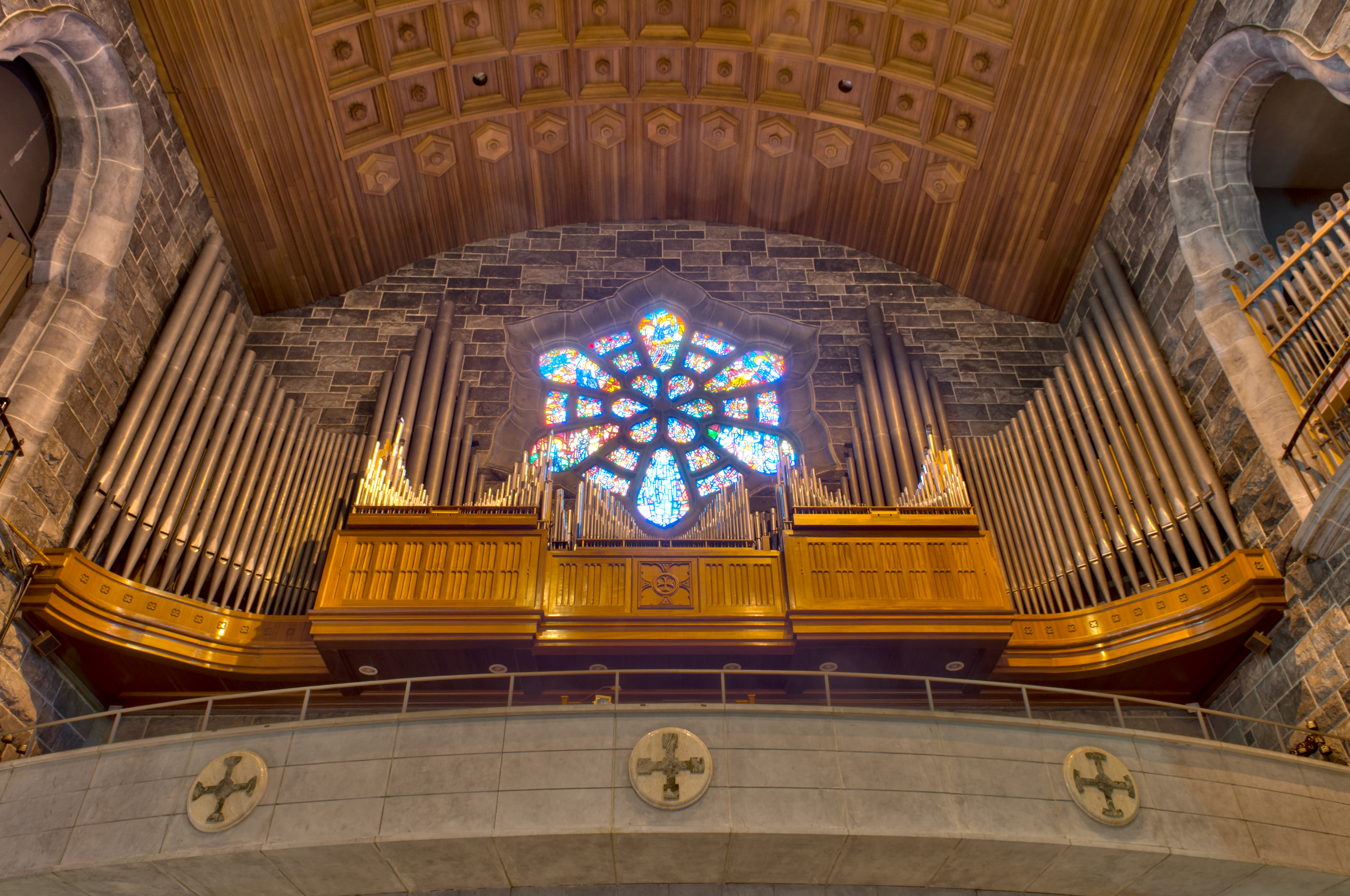
Orgel auf der Empore

Die Orgel auf der Westempore wurde 1966 von der Orgelbaufirma Rushworth & Dreaper (Liverpool) erbaut und 2006–2007 von dem irischen Orgelbauer Trevor Crowe reorganisiert. Das Instrument hat 59 Register auf drei Manualen und Pedal. Die Spieltrakturen sind elektro-pneumatisch, die Registertrakturen sind elektrisch.
Orgeldisposition
| I Hauptwerk C–c4 |        |
| Double diapason  | 16′    |
| Open diapason    | 8′     |
| Fugara           | 8′     |
| Harmonic flute   | 8′     |
| Stopped diapason | 8′     |
| Principal        | 4′     |
| Spitz flute      | 4′     |
| Twelfth          | 2 ⁄3′  |
| Fifteenth        | 2′     |
| Flute            | 2′     |
| Tierce           | 1 3⁄5′ |
| Mixture IV       |        |
| Posaune          | 16′    |
| Trumpet          | 8′     |
| Clarion          | 4′     |
| Tremulant        |        |

| II Positiv C–c4 |     |
| Principal       | 8′  |
| Rohr flute      | 8′  |
| Violoncello     | 8′  |
| Dolce           | 8′  |
| Octave          | 4′  |
| Koppel flute    | 4′  |
| Fifteenth       | 2′  |
| Scharff III     |     |
| Posaune         | 8′  |
| Cromorne        | 8′  |
|                 |     |
| Bombarde        | 16′ |
| Bombarde        | 8′  |

| III Schwellwerk C–c4 |     |
| Bourdon              | 16′ |
| Open diapason        | 8′  |
| Hohl flute           | 8′  |
| Gemshorn             | 8′  |
| Viola                | 8′  |
| Viola celeste        | 8′  |
| Principal            | 4′  |
| Hohl flute           | 4′  |
| Gemshorn             | 4′  |
| Gemshorn             | 2′  |
| Mixture III          |     |
| Bassoon              | 16′ |
| Trumpet              | 8′  |
| Oboe                 | 8′  |
| Vox humana           | 8′  |
| Clarion              | 4′  |
| Tremulant            |     |

| Pedalwerk C–g1 |     |
| Subbass        | 32′ |
| Open wood      | 16′ |
| Open diapason  | 16′ |
| Violone        | 16′ |
| Subbass        | 16′ |
| Octave         | 8′  |
| Violoncello    | 8′  |
| Bass flute     | 8′  |
| Fifteenth      | 4′  |
| Flute          | 4′  |
| Twentysecond   | 2′  |
| Mixture IV     |     |
| Bombarde       | 16′ |
| Posaune        | 16′ |
| Trumpet        | 8′  |
| Clarion        | 4′  |

- Koppeln: I/II, III/I, III/II; I/P, II/P, III/P